# Chae Ji-hoon
Chae Ji-hoon (auch Chae Ji-hun; kor. 채지훈; * 5. März 1974 in Seoul) ist ein ehemaliger Shorttracker und aktueller Shorttracktrainer aus Südkorea.

## Werdegang

### Als Sportler
Chae wurde 1993 erstmals Weltmeister über 3000 m bei der WM in Peking. Bei den Olympischen Winterspielen 1994 in Lillehammer wurde er Olympiasieger über die Distanz über 500 m und gewann über 1000 m die Silbermedaille. Bei der WM 1994 wurde er Weltmeister über 1500 m und im Folgejahr vierfacher Weltmeister bei der WM in Gjøvik. In Den Haag wurde er bei der WM 1996 erneut Weltmeister über 3000 m. In Nagano bei den Olympischen Winterspielen 1998 startete er mit der Staffel und konnte die Goldmedaille erringen. Zudem errang er mehrere Goldmedaillen bei den Winter-Asienspielen und bei der Winter-Universiade.

### Als Trainer
Nach seiner aktiven Laufbahn erwarb er einen Doktortitel an der Yonsei University in Sportpsychologie. Von 2006 bis 2007 war er Cheftrainer der Shorttrack-Nationalmannschaft der USA und trainierte Apolo Anton Ohno. Danach war er eine Saison lang Cheftrainer bei Leading Edge und ging 2011 zu iShortTrack, welches mit Potomac in der Saison 2013/2014 zusammen ging. Chae war seit 2006 Mitglied des technischen Komitees der  International Skating Union (ISU) und ist zertifiziert als Level 3 Coach im US-Speedskating.
Chae kehrte 2016  zurück nach SüdKorea. Er trainiert junge Skater in SüdKorea. Darüber hinaus hilft es Shorttrack-Skatern in Südostasien.

### Wirken als Kommentator
Bei den Olympischen Winterspielen 2002 in Salt Lake City arbeitete er als Kommentator für den südkoreanischen Sender MBC.

## Ehrungen
- 1994: Medaille „Blue Dragon“ der Republik Korea.[1]